# Desierto sirio
El Desierto sirio o desierto de Sham (del árabe: بادية الشام, bādiyat ash-shām) es una combinación de estepa y desierto que está ubicada en el norte de la península arábiga y cubre más de 500.000 km² en el este de Siria y Jordania, y en el oeste de Irak. El desierto es muy rocoso y plano.
El desierto sirio es parte de la red Al-Hamad, que abarca partes de Turquía, Siria, Irak, Jordania y Arabia Saudita. Limita al oeste con el valle de Orontes, y su frontera en el este es el Éufrates.
El Desierto de Sham engloba a su vez varios desiertos, como el Desierto de Palmira. Damasco (Sham o Dimashq) se encuentra al oeste del desierto, en un oasis formado por varios ríos, destacando el Barada. Más hacia el oeste comienzan las estribaciones del Antilíbano, donde acaba el Desierto Sirio. Al norte, el desierto da paso a la Meseta de Alepo y a la cuenca del río Éufrates, zonas más fértiles. Al sur, linda con la región volcánica Harrat ash-Shamah, aunque estos límites son difusos.  
Su territorio es un pavimento desértico muy pedregoso y con grava, de paisaje abierto con wadis ocasionales. Tanto Palmira como Damasco se asientan sobre dos oasis en este desierto. El paisaje extraordinario del desierto se formó por flujos de lava de la región volcánica de Monte Druso en el sur de Siria.

## Geografía
En la parte central del desierto sirio se encuentra la meseta de Hamad. Su altura media varía entre 700 y 900 m s. n. m. según las fuentes y su tierra es un semi-desierto pedregoso y plano mayoritariamente por caliza como roca basal y gravilla de chert en la superficie. La poca lluvia que llega a la meseta fluye hacia las salinas locales. Los picos más altos de la meseta son Khawr um Wual (1000 m) en Arabia Saudí, y Jebel Aneiza (960 m), en el punto fronterizo entre Jordania, Irak y Arabia Saudita.
Junto con los otros desiertos de la Península arábiga, el Desierto de Hamad ha sido descrito como uno de los desiertos más áridos del mundo.

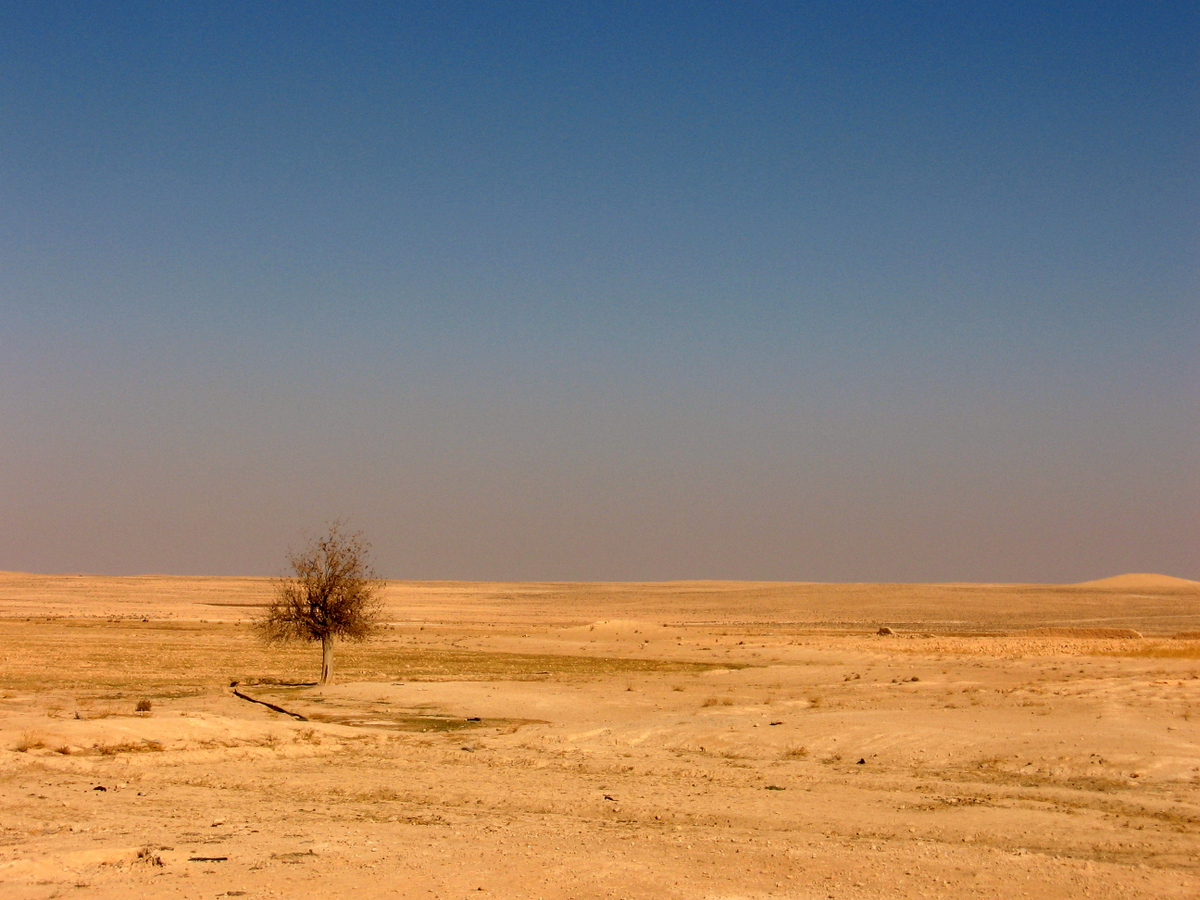
Árbol en el desierto sirio.

## Flora y fauna
Por su escasez de recursos y su clima extremo, es una región poco habitada por la vida. Algunas de las plantas que crecen en el desierto son Salsola vermiculata (salicor mediterráneo), Stipa barbata , Artemisia herba-alba (Ajenjo blanco) y Atriplex leucoclada. Este ecosistema desértico está amenazado por la sequía, el pastoreo excesivo, la caza y otras actividades humanas. Algunos animales nativos ya no habitan en esta área, y muchas especies de plantas se han extinguido, y los pastos que las han reemplazado son de menor valor nutricional para el ganado.
Cigüeñas, garzas, grullas, pequeños zancudos y otras aves acuáticas (y también rapaces) visitan los lagos que se forman durante la corta temporada de lluvias. Los roedores pequeños son comunes al igual que sus depredadores, como serpientes, escorpiones y solífugos (arañas-camello); antiguamente este bioma incluía gacelas, los lobos, los chacales, los zorros, los gatos monteses y los caracales, y también las avestruces, los guepardos, el búbalo (conocido como Kongoni) y los onagros, todos extintos en parte por la caza del hombre.
Del desierto sirio es originario el hámster sirio (Mesocricetus auratus).

## Economía

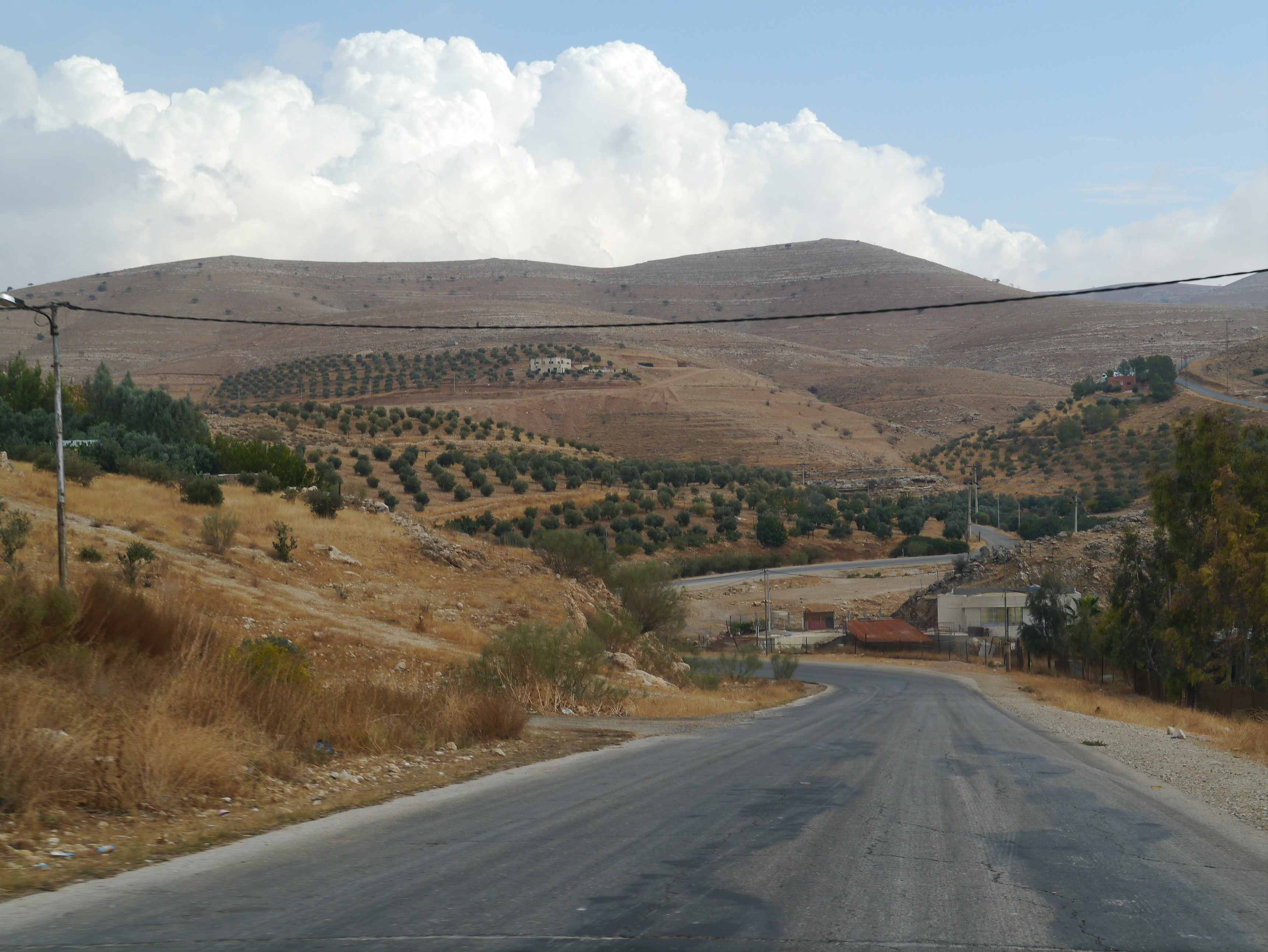
Desierto Sirio en el este de Jordania.

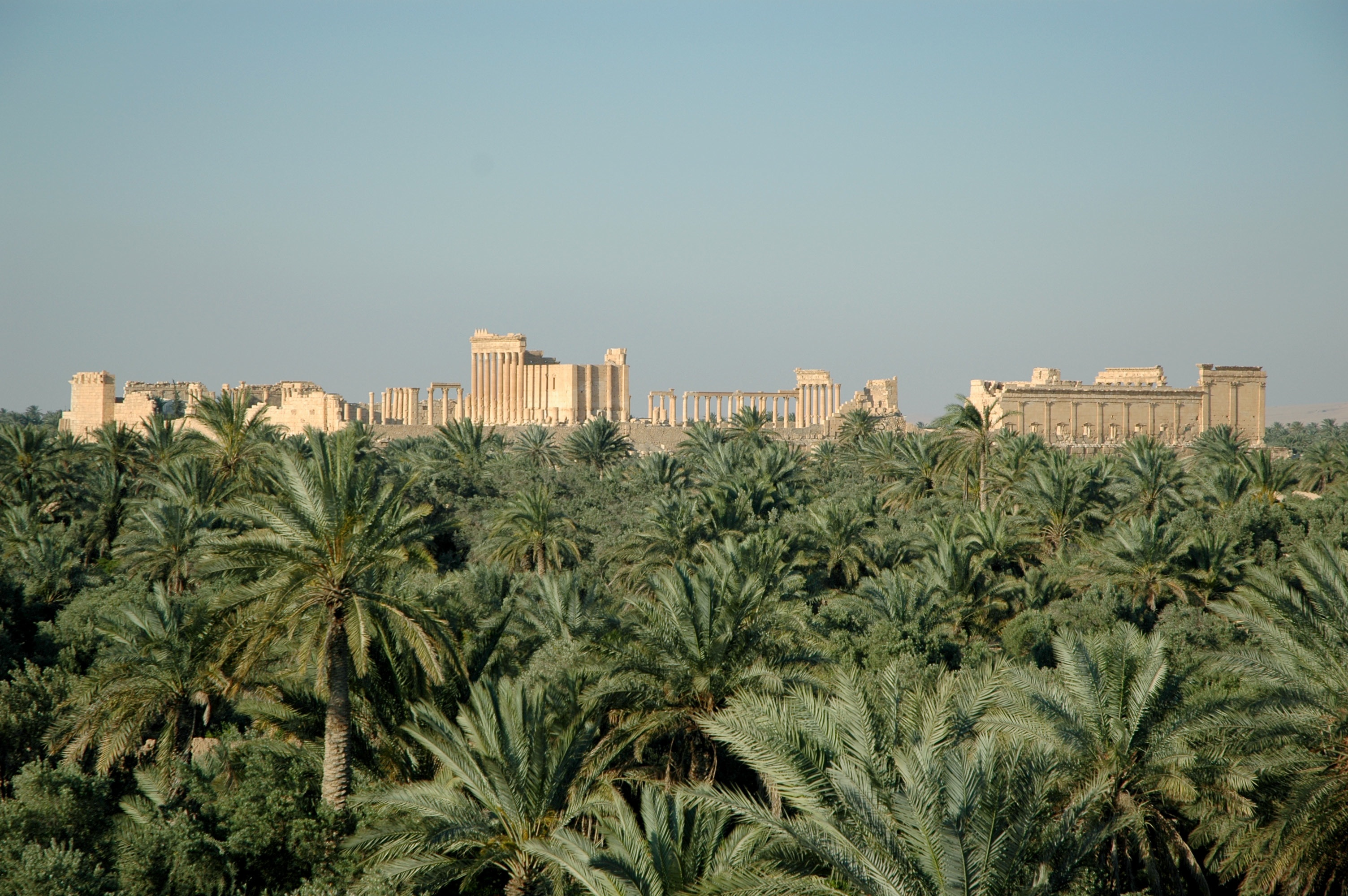
Templo de Baalshamin, en el oasis de Palmira.

Con poca lluvia y suelos de baja calidad, hoy en día la región se utiliza principalmente como pastizales para el ganado. Los pastores beduinos, muchos de los cuales todavía son nómadas, pastan alrededor de doce millones de ovejas y cabras aquí, así como un número menor de camellos.
El Fondo Internacional para el Desarrollo Agrícola tiene como objetivo aliviar la pobreza rural, y en 1995, en cooperación con el gobierno sirio, inició un proyecto para rehabilitar más de un millón de hectáreas de tierras degradadas en el desierto sirio. En algunas áreas, cuando se restringió el pastoreo, hubo un retorno espontáneo de muchas de las plantas nativas. En otras áreas más degradadas, las restricciones de pastoreo se complementaron con la resiembra y la plantación de pasto. Para cuando finalizó el proyecto en 2010, casi un cuarto de millón de hectáreas habían sido resembradas y casi cien mil hectáreas habían sido plantadas con arbustos nativos. El resultado ha sido un gran éxito, ya que algunos pastores informaron un aumento de diez veces en la productividad de su ganado.

## Beduinos

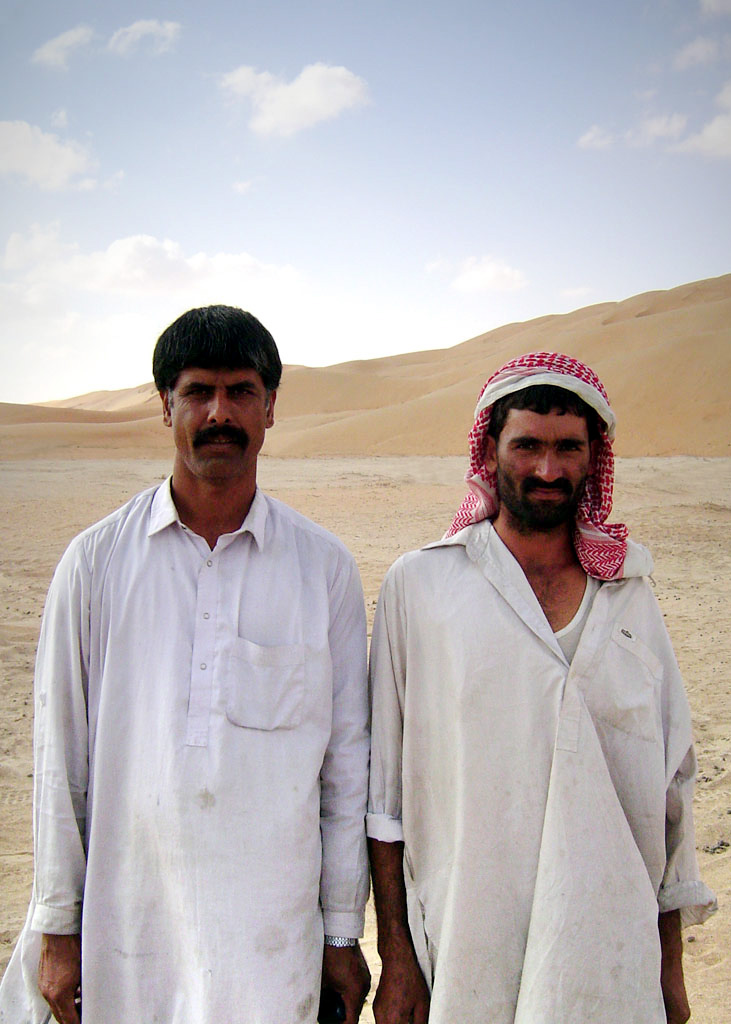
Beduinos en Tadmur, en el desierto sirio.

La patria tradicional de los árabes beduinos es el desierto de Arabia; sin embargo, algunos grupos emigraron hacia el norte. Siria fue una de las primeras tierras habitadas por los beduinos, y hoy en día, hay más de un millón que aún viven en el desierto de Siria. La mayoría se dedican al pastoreo de ovejas y cabras. 
El grupo más conocido es el Ruweili (الرولة Ruwallah), aunque hay muchas otras tribus. Los beduinos se dividen en dos grupos sociales diferentes: un grupo que mantiene el tradicional oficio de pastor nómada. El otro grupo ha abrazado la agricultura y es conocido como fellahin. Los fellahin llevan una vida más estable en los márgenes del desierto. En cambio, los beduinos nómadas han sido conocidos por atacar comitivas de caravanas cuyas rutas cruzan el desiertos. Se mueven hacia el desierto durante las temporadas lluviosas de invierno y regresan a la orilla del desierto durante los veranos calurosos y secos. Hablan bdawi, o como se le llama comúnmente, árabe bedawi. 
Los beduinos árabes tienen una existencia relativamente dura. Los nómadas no tienen hogares permanentes, pero viven en tiendas de campaña negras, hechas de pelo de cabra tejido. Las carpas están divididas por una partición decorativa llamada gata. La mitad de la tienda es para mujeres, niños, utensilios de cocina y almacenamiento. La otra mitad contiene una chimenea y se utiliza para el entretenimiento. Las mujeres hacen la mayor parte del trabajo, mientras que los hombres socializan y hacen planes para el grupo. La cultura material de los beduinos es limitada. Sus tiendas son sus posesiones principales, y los animales son muy importantes para su estilo de vida nómada. Los camellos son su principal medio de transporte, mientras que las ovejas y las cabras se compran y venden. Los productos lácteos son la principal fuente de alimento para los beduinos. La leche de cabra y de camello se convierte en yogur y mantequilla. La mayoría de sus comidas consisten en un tazón de leche, yogur o arroz. Los panes redondos de pan sin levadura se sirven cuando están disponibles. Los dátiles, que se pueden encontrar en los oasis del desierto, se comen como postre. La carne solo se sirve en ocasiones especiales, como bodas. 
Para soportar el calor extremo del desierto, los beduinos usan ropa liviana y de colores claros. Es muy holgada, permitiendo la circulación del aire. Aunque los beduinos alguna vez consideraron que era degradante tener trabajos manuales, esta actitud ha cambiado un poco en los últimos años. Debido a la necesidad de mejores condiciones de salud, más dinero y mejores condiciones de vida, algunos han aceptado trabajos remunerados. Sin embargo, la mayoría de ellos todavía desprecian este tipo de trabajo. 
Casi todos los beduinos en Siria son musulmanes sunitas. El Islam ha influido mucho en la vida de los beduinos. Por ejemplo, para preservar a su gente, a los beduinos solo se les permite casarse con aquellos dentro de su propio grupo. Además, la sociedad es patrilineal, lo que significa que las herencias se transmiten a través de los hombres.
|  |
|  |

|  |
|  |

|  |
|  |

|                                                               |
| El camello es el principal transporte de los nómadas beduinos |

|                 |
| Tienda Beduína. |

|                        |
| Una casa Jalaiyah Nahl |